# 維托里奧·埃馬努埃萊三世國家圖書館
維托里奧·埃馬努埃萊三世國家圖書館（義大利語：Biblioteca Nazionale Vittorio Emanuele III）是一座位於意大利那不勒斯的國家圖書館，位於那不勒斯王宮的東翼。以館藏量來看，它是義大利第三大圖書館，僅次於罗马国立中央图书馆和佛羅倫薩國立中央圖書館。

## 外部連結
- （意大利文） Biblioteca Nazionale Vittorio Emanuele III （页面存档备份，存于）